# Städtisches Museum Neunkirchen

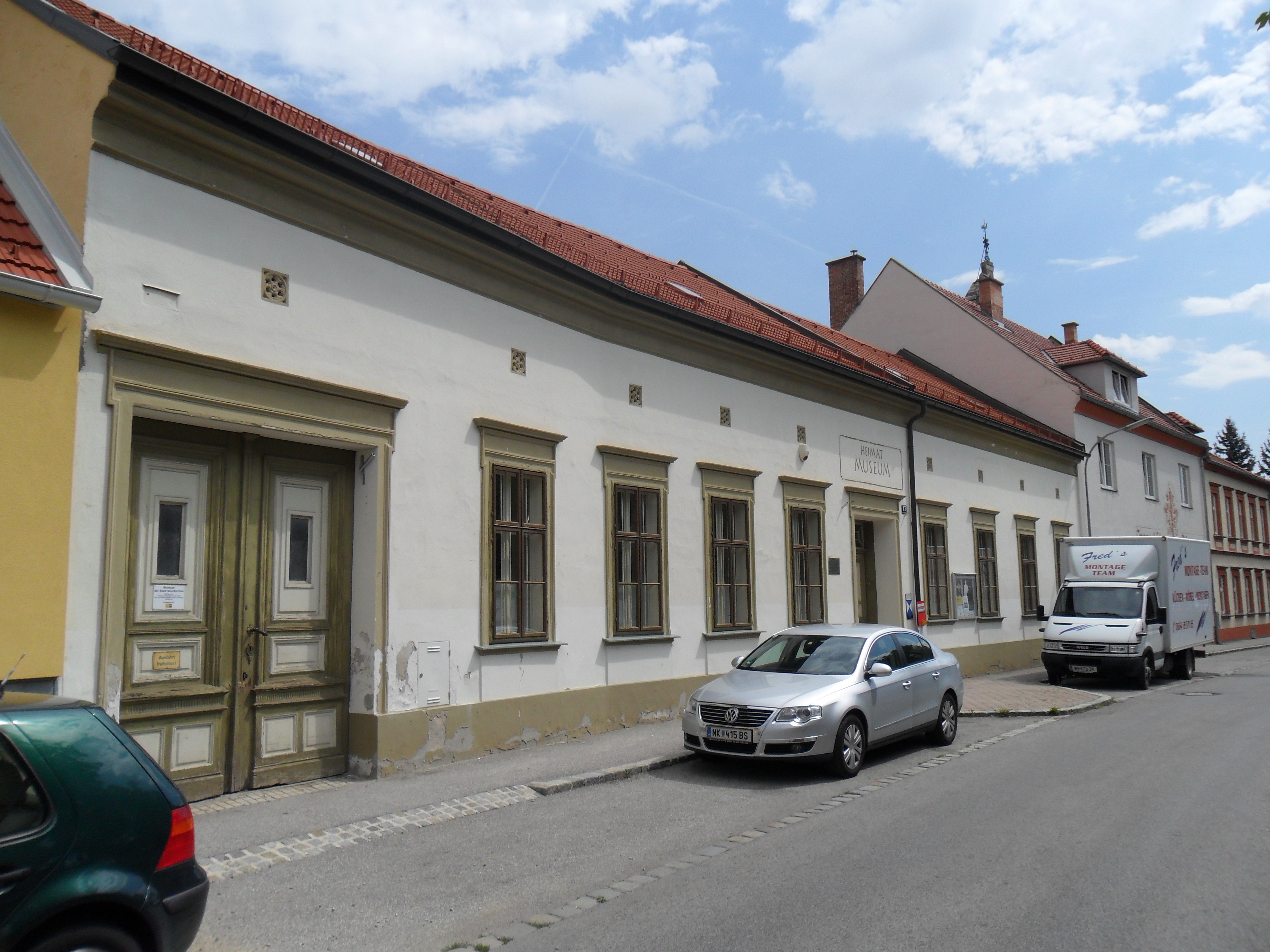
Städtisches Museum Neunkirchen

Das Städtische Museum Neunkirchen ist ein Stadt- und Bezirksmuseum der Stadt Neunkirchen in Niederösterreich und steht in der Stockhammergasse 13. Das Gebäude steht unter Denkmalschutz.

## Geschichte

### Gründung im 19. Jahrhundert
Bereits seit dem späten 19. Jahrhundert wurde die Errichtung eines Regionalmuseums in Neunkirchen angedacht. So wurde bereits anlässlich des Fundes römischer Grabplatten bei der Fundamentierung der Neunkirchner Druckfabrik 1893 über die Gründung eines solchen „Localmuseums“ gesprochen. Auf Anfrage der „K.K. Central-Commission für Erforschung und Erhaltung der Kunst- und Historischen Denkmale“ teilte die Neunkirchner Druckfabriks-Actien-Gesellschaft mit, dass die „Römersteine“ an das „beabsichtigte Local-Museum“ kommen sollen, falls dieses zu Stande käme.
Die damaligen Pläne für die Errichtung eines Museums gingen vor allem auf Heinrich Moses zurück. Der 1852 geborene Moses (auch Mose oder in Eigennennung Moser) entstammte einer jüdischen Hausiererfamilie aus dem Raum Mattersburg und war ab 1878 als Volksschullehrer im Bezirk Neunkirchen tätig. Mose war Mitglied des Vereins für Volkskunde, sammelte historische Objekte und verfasste zahllose Aufsätze. Auf einer Gewerbemesse 1910 stellte er mit Unterstützung des Neunkirchener Bürgermeisters Emil Stockhammer seine historische Sammlung, mit dem Schwerpunkt Zunftwesen, aus. Wegen des großen Publikumserfolges wurde der Beschluss gefasst, ein Localmuseum zu gründen. Daher wird noch heute das Jahr 1910 als Gründungsjahr des Neunkirchener Museums angesehen.
Am 25. September 1911 wurde das „Localmuseum“ in zwei Räumen des Rathauses eröffnet. Die Sammlung umfasste fast ausschließlich Objekte der Geschichte, Volkskunde und aus dem Marktarchiv. Am 28. Dezember 1914 wurde Mose, kurz vor seiner Pensionierung als Lehrer, vom Gemeinderat der Titel „Kustos der Marktgemeinde Neunkirchen“ verliehen, und er wurde offiziell zum ersten Museumsleiter ernannt. Inmitten des Ersten Weltkrieges zog Mose nach Wien. Im Verlauf des Krieges wurde in den Museumsräumen eine Brotkarten-Vergabestelle eingerichtet und das gesamte Museumsinventar wurde ungeordnet in ein Privathaus verfrachtet, wobei vieles beschädigt oder zerstört wurde. Im Jahr 1920, dem Jahr von Neunkirchens Stadterhebung, starb Heinrich Mose. Damit fand das Neunkirchner Museum ein vorläufiges Ende.

### Aufbau der Sammlung in der ersten Hälfte des 20. Jahrhunderts
In den frühen 1920er Jahren begann sich der akademische Maler Fritz Weninger im Zuge seiner ersten Freskenrestaurierungsarbeit in Neunkirchen (Sonnenuhr am Bräuhaus), eingehend mit der Geschichte Neunkirchens und seines ersten Museums zu befassen. Nachdem er sich bei Bürgermeister Robert Zangerl über das Museum informiert hatte, begann Weninger 1926, die zerstreuten Bestände zusammenzutragen und die Stadtgemeinde bewilligte die Wiedereröffnung eines Museums in den alten Museumsräumen im Rathaus. Weninger wurde am 2. Mai 1927 zum Kustos des Museums bestellt. Bereits in den ersten beiden Jahren seiner Tätigkeit konnte er die Bestände des Museums von etwa 200 auf 1200 Objekte vergrößern. Ihm ging es dabei vor allem darum, ein anschauliches Lehrmuseum schaffen, vor allem für Kinder. In diesen frühen Jahren konnte Weninger durch die großen archäologischen Entdeckungen im Bezirk bereits den Grundstock für die umfangreichen ur- und frühgeschichtlichen Sammlungen des Museums legen. Er begann aber auch damit, Mineralien und Versteinerungen zu sammeln und damit die paläontologische Sammlung des Hauses aufzubauen. Jedoch konnte das entstehende Museum noch nicht öffnen, da noch weitere langjährige Arbeiten zum Aufbau der Sammlung nötig waren. Diese wurden Weninger durch die tatkräftige Mithilfe des Oberlehrers Karl Patacek und des Konditormeisters Rudolf Stalla jedoch ungemein erleichtert.
Am 29. April 1931 konnte die neue Institution schließlich unter dem Namen „Städtisches Museum Neunkirchen“ in drei Räumen des Rathauses eröffnet werden. Im Juli desselben Jahres wurden schließlich auch Patacek und Stalla von der Stadtgemeinde zu Kustoden des Museums bestellt, die von da an das Museum gemeinsam mit Weninger leiteten. Bis zum Jahr 1960 sollte es nun stets zwei oder drei Kustoden geben.
Weninger kümmerte sich vor allem um die Bereiche Volkskunst und Archäologie, war er ja auch als Konservator für sämtliche Ausgrabungen im Bezirk Neunkirchen zuständig. Patacek betreute die mineralogisch-paläontologische Sammlung sowie Archiv und Korrespondenz. Stalla kümmerte sich schließlich um die naturkundliche Sammlung. Gemeinsam betreuten die Kustoden die historischen Sammlungen. Dieses Arbeitsmodell erwies sich als ungemein effektiv. Denn schon 1938 war im Posttrakt des Rathauses wiederum zu wenig Platz für das Museum mit seinen mittlerweile über 4000 Objekten vorhanden.

### Das Museum im Zweiten Weltkrieg und der Nachkriegszeit
Eine Lösung für das Platzproblem wurde gefunden, als das Wohnhaus des ehemaligen Bürgermeisters Emil Stockhammer zu günstigen Bedingungen erworben werden konnte. Seine Ziehtochter, Leopoldine Stockhammer, überließ 1940 der Gemeinde das Haus gegen eine kleine Rente. Sie selbst und ihre alte Hausgehilfin Marianne Weißenböck bewohnten nach wie vor einen Trakt des Hauses, der Rest bot aber genügend Platz für die umfangreichen Sammlungen des Museums. Damit wurden unbeabsichtigterweise auch die Museumssammlungen gerettet, da das Rathaus zusammen mit einem Großteil des Stadtarchivs im Jahre 1945 vollständig abbrannte. Leopoldine Stockhammer und ihre Hausgehilfin wurden als Mitarbeiterinnen des Museums angestellt und bewahrten Haus und Sammlung im Zweiten Weltkrieg vor Kriegsschäden durch eine Brandbombe und Plünderungen. Ein Großteil der Sammlungen war in die Pfarrhöfe von Hasbach und Schwarzau im Gebirge ausgelagert worden. Nach Kriegsende konnten so fast alle Objekte wieder ins Museum zurückkehren. Unter den wenigen Objekten, die verloren gegangen sind, befand sich ein hochmittelalterliches Schwert aus Schwarzau am Steinfeld.
Nachdem Stalla 1944 in Brest-Litowsk gefallen war und Patacek 1953 verstorben war, wurde Weninger 1953 auf Wunsch der Stadtgemeinde der akademische Maler Karl Steiner als neuer Mitkustos zur Seite gestellt. Das Verhältnis zwischen den beiden Kustoden dürfte aber mehr als gespannt gewesen sein und eskalierte schließlich in einer Auseinandersetzung, die Steiner gewann. So klagt Weninger in seinem Bericht über die Aufbauarbeit im Museum: „…, der [Karl Steiner] nach verschiedenen Übergriffen bei der Gemeinde durchsetzte, dass ich als Kustos nach 26 Jahren Aufbauarbeit abgesetzt und diesem die alleinige Museumsleitung übergeben wurde.“ Aus den Unterlagen des Museums geht aber hervor, dass dieser Zustand nicht lange anhielt, da die Stadtgemeinde auch Steiner wiederum einen Mitkustos zur Seite stellen wollte. Diese Aufgabe übernahm zunächst der Kunstmaler Julius Seiser, der nach kurzer Zeit vom Lehrer Karl Bous abgelöst wurde und zuletzt der Volksschuldirektor Karl Schmidl.
1957, nach nicht einmal 5 Jahren, legte Steiner sein Amt als Kustos nieder und Schmidl folgte ihm als alleiniger Kustos nach. Er gab das früher so erfolgreiche Modell der zwei bis drei Kustoden auf und leitete das Museum von da an als einziger Kustos. Die Quellen über die Zeit von 1953 bis 1957 im Städtischen Museum sind nur lückenhaft, bei der Inventur und Aufbereitung der Museumsobjekte wurden aber in diesem Zeitraum nur wenige Fortschritte gemacht. Viele Museumsbestände waren in dieser Zeit im Keller eingelagert, ohne dass man sich um ihren Erhalt gekümmert hatte, worunter sie stark gelitten hatten. Das Inventar war lückenhaft und noch nicht auf im Zweiten Weltkrieg abhanden gekommene Stücke geprüft worden, die Arbeitseffizienz im Museum war in diesem Zeitraum gering. Unter Karl Schmidl sollte das Neunkirchener Museum nun aber erneut eine positive Veränderung erleben.

### Modernisierung und Stagnation
Unter Karl Schmidl als Kustos wurde das Museum radikal umgestaltet. Die geologisch-paläontologische Sammlung wurde von Robert Mayerhofer vom Niederösterreichischen Landesmuseum geordnet und neu aufgestellt. Die archäologische Sammlung wurde vom bekannten Althistoriker und Archäologen Franz Hampl, der 1970 das Ur- und Frühgeschichtemuseum in Asparn an der Zaya gründete, neu aufgestellt. Hampl hatte schon Mitte der 1950er Ausgrabungen in Neunkirchen durchgeführt. Bereits 1956 hatte er im Garten des Museums die experimentalarchäologischen Modelle eines Röstbetts und eines Kupferschmelzofens gebaut, die damit zu den ältesten experimentalarchäologischen Bauten Österreichs zählen.
Zwar bewohnte in den 1950er-Jahren Leopoldine Stockhammer ihr Geburtshaus nicht mehr, doch dienten ihre ehemaligen Räumlichkeiten nun dem Kustos und seiner Familie als Wohnung. Schmidl wollte aber mehr Platz für die Sammlungen des Museums schaffen. Daher begann man 1959 mit dem Bau eines eigenen Hauses für den Kustos inmitten des großen Museumsgartens und der Ausstellungsraum des Museums wuchs damit von 6 Räumen auf 12 Räume an, wodurch erstmals ein Großteil der Museumssammlungen auch tatsächlich präsentiert werden konnte.
Auch die historischen, volkskundlichen und wirtschaftskundlichen Sammlungen ließ Schmidl durch Experten des N.Ö. Landesmuseums neu aufstellen. Zudem wollte er dem Museum eine größere Attraktivität verleihen, indem er ihm den damals modernen Namen „Heimatmuseum“ verlieh. Nach längeren Umbauarbeiten wurde das Museum am 25. März 1961 unter dem Namen „Heimatmuseum Neunkirchen“ neu eröffnet.
In den folgenden Jahrzehnten entwickelte Schmidl eine rege Tätigkeit für das Museum. Er förderte die archäologische Sammlung und war an zahlreichen Ausgrabungen im ganzen Bezirk beteiligt. Zahlreiche Aufsätze, Publikationen, Zeitungsartikel und eine Chronik von Neunkirchen entstammen seiner Feder und belegen seine Erfolge in der Erforschung der Neunkirchener Stadt- und Bezirksgeschichte. Daneben bemühte sich Schmidl um regen Kontakt zu den diversen Instituten der Universität Wien und machte das Heimatmuseum Neunkirchen so auch zu einem Zentrum der Forschung. Das Museum erwarb sich dabei eine so gute Reputation, dass noch bis Anfang der 1990er-Jahre regelmäßig Objekte für Niederösterreichische Landesausstellungen oder andere Großausstellungen entliehen wurden. Dabei wollte Schmidl das Museum aber auch für alle Bildungsschichten attraktiv machen und befasste sich mit Museumspädagogik wie Kinderaktionen im Museum. Durch stetige Neuankäufe vergrößerte er den Museumsbestand, so dass der Platz für die mittlerweile 9000 Objekte, die zu einem Großteil provisorisch auf dem Dachboden gelagert wurden, abermals zu klein wurde. Um 1975 dachte er daher bereits an die Anlegung eines externen Depots und eine Erweiterung des Museumsgebäudes mit zusätzlichen Schauräumen. Diese Projekte wurden durch Schmidls plötzlichen Tod 1976 zunichtegemacht. Seine Frau Maria übernahm daraufhin interimistisch als Kustodin die Leitung des Museums für ein Jahr. Schließlich trat der Hauptschullehrer Dietmar Brenner als neuer Kustos am 1. Dezember 1977 sein Amt an.
Da durch eine unsachgemäße Lagerung viele der schriftlichen Bestände des Museums gefährdet waren, wurde 1979 ein eigenes Stadtarchiv gegründet, dem der Großteil des Schriftgutes übergeben wurde. Da man von Seiten der Stadtgemeinde 1986 Räumlichkeiten für Sonderausstellungen im Museum wünschte, wurden kurzerhand die beiden Räume für die geologisch-paläontologische Sammlung und die archäologische Sammlung leergeräumt und für diesen Zweck adaptiert. Die geologisch-paläontologische Sammlung wurde in einem neu errichteten Zubau neu aufgestellt, war aber später meist nicht zugänglich. Die archäologischen Funde wanderten für die nächsten 25 Jahre ins Depot. Von 1987 bis 1995 und seit 2004 fanden bzw. finden im Museum jährliche Sonderausstellungen statt. In dieser Periode wurde das Museum aber auch mit vielen Problemen konfrontiert, die zu seiner langsamen Stagnation beitrugen. So wurde die Dauerausstellung seit den 1970er-Jahren nicht mehr neu gestaltet, was zusammen mit mangelnder Bewerbung zu einem Rückgang der Besucherzahlen führte. In den Jahren 2001/02 besuchten (abgesehen von Schulklassen) nur mehr 30 bis 40 Personen im Jahr das Museum. Die Bestände des Museums waren akut von Holzwurm bedroht, das Inventarbuch wurde nicht mehr weitergeführt und Leihgaben ohne Schriftverkehr ausgetauscht. Alle diese Faktoren führten dazu, dass kaum noch öffentliches Interesse an einem lokalen Museum bestand und sogar schon über die Auflösung des Museums spekuliert wurde.

### Ein neuer Aufschwung
2005 wurde dem Kustos auf Wunsch der Stadtgemeinde der Student der Ur- und Frühgeschichte Peter Pesseg als wissenschaftlicher Mitarbeiter zur Seite gestellt, der schließlich 2007 dessen Nachfolge antrat. In dieser Zeit wurden zahlreiche Neuerungen im Museum beschlossen. Neben Holzwurmbegasung und Neuaufarbeitung der Bestände mittels digitaler Inventur, wurde das Museum 2009 an die Fernwärme angeschlossen, womit nun auch ein ganzjähriger Betrieb möglich ist. Nach dem Auszug der Hausverwalterin aus dem ehemaligen Kustoden – Haus im Museumsgarten wurde dieses einem neuen Zweck gewidmet. Heute dient es als Bürogebäude und Depot für empfindliche Objekte. Bereits Kustos Pesseg machte deutlich, dass für die zahlreichen Aufgaben, die im Museum anfallen, ein zweiter Kustos wünschenswert wäre. Nachdem er sein Amt Mitte 2010 niedergelegt hatte, wurden zwei neue Kustoden eingestellt, die das Museum gemeinsam leiten. Gleichzeitig wurde mit dem Umbau der Schausammlungen zu einer modernen Präsentation begonnen. So konnte die Ur- und Frühgeschichtliche Sammlung, nach ihrer Neubearbeitung und Neuaufstellung, am 1. April 2011 wieder eröffnet werden. Als äußeres Zeichen für den neuen Wandel hin zu einem modernen Museum erhielt die Institution am selben Tag ihren alten Namen „Städtisches Museum Neunkirchen“ zurück.

## Sammlung
Die umfangreichen Sammlungen des Museums umfassen etwa 7000 Einzelobjekte, die den verschiedensten Sammlungsbereichen angehören. Während ein Großteil dieser Sammlungen präsentiert wird, reicht für manche der Platz nicht aus, um sie auszustellen.

### Die Geologisch-Paläontologische Sammlung
Die Mineralogische Sammlung des Museums umfasst sämtliche Mineralien und Gesteine des Bezirks Neunkirchen, die zu einem großen Teil auch in der Industrie Verwendung fanden. Zu den gängigsten ausgestellten Gesteinen zählen auch Grünbacher Kohle und Rohrbacher Konglomerat. Eine besondere Rarität ist der Orthoriebeckit (Forellenstein), den man nur im Gebiet um Gloggnitz findet. Diese Sammlung wurde bereits seit den 1920er-Jahren von den Kustoden kontinuierlich aufgebaut.
Mit der Anlegung der Paläontologischen Sammlung wurde ebenfalls bereits in den 1920er-Jahren begonnen, es kamen aber im Lauf der Jahrzehnte nicht einmal hundert Fossilien zusammen. Erst durch die Schenkung der Sammlung des Heimatforschers und Hobbypaläontologen Ernst Matzke 1982 konnte der Bestand auf über 1000 Stück erweitert werden, darunter einige Raritäten. Die Sammlung enthält nicht nur Fossilien aus dem Bezirk Neunkirchen, sondern auch aus den Bezirken Wr. Neustadt Land, Baden und dem Nordburgenland. Neben einigen spärlichen Funden des Paläozoikum (Erdaltertum) umfasst die Sammlung reiche Bestände aus dem Mesozoikum (Erdmittelalter), darunter vor allem Muscheln, Turmschnecken, Ammoniten und Korallen. Höhepunkte sind versteinerte Krebsscheren sowie die versteinerten Sumpfpflanzen der Oberkreide aus dem Kohlebergwerk Grünbach und natürlich die Knochenabgüsse des Struthiosaurus austriacus aus dem Kohlebergwerk Muthmannsdorf, dem bedeutendsten Dinosaurierfund Österreichs. Die Funde aus dem Känozoikum (Erdneuzeit) stammen vor allem aus dem Zeitalter des Miozän und bestehen vorwiegend aus Meereslebewesen, darunter auch Funde von Fischwirbeln und Haizähnen. Eine Besonderheit sind die Knochen einer Seekuh (Metaxytherium petersi). Die pliozänen Funde von Rohrbach bei Ternitz umfassen neben Blattabdrücken vor allem etwa 4 Mio. Jahre alte versteinerte Tierfährten, darunter auch die große Fährte eines Amphicyoniden (Hundebären). An Funden der letzten Eiszeit sind vor allem Höhlenbärknochen erwähnenswert (darunter ein kompletter Schädel) sowie die Überreste eines Mammuts.

### Die Urgeschichtliche und Frühgeschichtliche Sammlung
Die ur- und frühgeschichtliche Sammlung besteht in ihren Grundzügen ebenso lange wie das Museum selbst. Eine um 1780 entdeckte römische Grabstele sowie die römischen Funde von der Fundamentierung der Druckfabrik 1893 waren bereits ab 1911 im ersten Museum ausgestellt. Die Sammlung wurde vor allem durch die großen archäologischen Ausgrabungen der 1920er-Jahre stark erweitert (Latène – Gräberfeld Neunkirchen, Slawisches Gräberfeld Pottschach) und durch Grabungen und Streufunde im gesamten Bezirksgebiet im weiteren Verlauf des 20. Jahrhunderts kontinuierlich ausgebaut. Den bisherigen Abschluss stellen die Funde der Ausgrabung eines römischen Streifenhauses in Neunkirchen aus dem Jahr 2011 dar. Steinzeitliche Streufunde umfassen vor allem Steinwerkzeuge (Äxte, Beile, Feuersteine, Reibplatten) und Keramik aus dem gesamten Bezirk. Die Funde der Bronzezeit beinhalten neben bronzenen Waffen und Werkzeugen sowie Keramik einen Depotfund von Würflach (Dolch, Lanze, Nadel) und vor allem Funde aus dem bronzezeitlichen Bergbaugebiet von Hafning. In diesem Zusammenhang sind auch die 1956 von Franz Hampl im Garten des Museums experimentalarchäologisch erbauten Modelle eines Röstbetts und eines Kupferschmelzofens von Prein an der Rax zu sehen, die zu den ältesten experimentalarchäologischen Bauten Österreichs zählen. Die meisten Eisenzeitlichen Funde stammen aus dem Gräberfeld der Latènekultur im Nordwesten der Stadt. Ein Kriegergrab mit reichen Beigaben wurde im Museum rekonstruiert. Die meisten der bisherigen römischen Funde stammen aus den beiden Gräberfeldern des römischen Neunkirchen (Grabstelen, Grabbeigaben, Keramik) oder aus dem Bezirk. Besonders hervorzuheben ist der Depotfund eines römischen Münzschatzes aus der Umgebung des südlichen Gräberfelds. Von der Besiedlung des Bezirks im Frühmittelalter zeugen Funde aus den awarischen und slawischen Gräberfeldern von Rohrbach, Pottschach und Wartmannstetten.